# Строгановский мост (Санкт-Петербург)
Стро́гановский мост — пешеходный металлический балочный мост через Чёрную речку в Приморском районе Санкт-Петербурга.

## Расположение
Расположен в створе улицы Графова. Выше по течению находится Чернореченский мост, ниже — Сердобольский мост. Ближайшая станция метрополитена — «Чёрная речка».

## Название
В начале 2010 года ранее безымянный мост получил название Строгановский. Это наименование связано с усадьбой Строгановых, которая располагалась к югу от моста в XVIII—XIX веках.
В 1836—1952 годах Строгановским назывался мост через Большую Невку, ныне носящий имя Ушаковского.

## История
Мост построен в 1976—1977 годах по проекту инженера института «Ленгипроинжпроект» А. И. Рубашева. Строительство выполнило СУ-3 треста Ленмостострой под руководством главного инженера Л. Б. Гаврилова и производителей работ В. Н. Степанова и М. Д. Блиадзе.

## Конструкция
Мост однопролётный металлический балочный с предварительно напряжёнными балками. Пролётное строение состоит из двух металлических балок с криволинейным очертанием нижнего пояса, объединённых между собой металлической ребристой плитой. Балки упруго защемлены в устоях, что позволило отрегулировать усилия в балке и уменьшить изгибающий момент в середине пролёта от собственного веса. Устои моста железобетонные свайные, облицованы гранитом. Длина моста составляет 31,4 м, ширина — 3,2 м.
Мост пешеходный. Покрытие прохожей части моста — эпосланбетон. Перильное ограждение металлическое сварное простого рисунка, завершается на гранитными тумбами. На устоях моста установлены четыре металлических торшера освещения.